# The Hazards of Love
The Hazards of Love é o quinto álbum de estúdio da banda norte-americana The Decemberists, lançado pela Capitol Records e pela Rough Trade em 2009. O álbum foi inspirado por um EP da cantora inglesa Anne Briggs intitulado The Hazards of Love. De acordo com a banda, o vocalista Colin Meloy começou a escrever uma música com o título do álbum, o que eventualmente acabou se tornando um álbum inteiro. Becky Stark (da banda Lavender Diamond), Shara Nova (da My Brightest Diamond) e Jim James (da My Morning Jacket) fizeram participações nos vocais do álbum, enquanto Robyn Hitchcock tocou guitarra em "An Interlude".
The Hazards of Love é uma ópera rock, com todas as músicas contribuindo para uma narrativa única, semelhante ao uso de histórias recorrentes no álbum anterior da banda, The Crane Wife. O enredo é uma história de amor: uma mulher chamada Margaret se apaixona por um morador metamórfico da floresta boreal chamado William. A mãe de William, a ciumenta Rainha da Floresta, e o vilão Rake trazem o conflito para o arco narrativo do álbum.

## Enredo
Enquanto passeia pela taiga, Margaret encontra um cervo ferido. Quando ela para para ajudar, o cervo se transforma em um jovem homem chamado William, e os dois fazem amor ("The Hazards of Love 1 (The Prettiest Whistles Won't Wrestle the Thistles Undone)"). Margaret logo descobre que está grávida ("A Bower Scene") e foge para a floresta para encontrar William ("Won't Want for Love (Margaret in the Taiga)"). William chega a Margaret e declara seu amor a ela ("The Hazards of Love 2 (Wager All)"), mas um instrumental curto e misterioso anuncia a ameaça da mãe de William, a Rainha da Floresta ("The Queen's Approach") e encerra o primeiro ato.
William e Margaret relembram seu primeiro encontro e anseiam pelo nascimento de seu filho ("Isn't a Lovely Night?"), quando são descobertos pela Rainha da Floresta. William implora à Rainha que lhe permita ficar com Margaret, mas a Rainha o acusa de ser ingrato, ressaltando que ela o resgatou do mundo humano quando ele era um bebê e lhe concedeu a imortalidade. A discussão continua até que a Rainha permite que William passe uma noite como um homem mortal com Margareth, para depois o recuperar para sempre ("The Wanting Comes in Waves/Repaid"). Outro breve instrumental ("An Interlude") marca o fim do segundo ato.
Longe dali, encontramos Rake, um viúvo galanteador que não sente remorso por ter matado seus três filhos a fim de se livrar da responsabilidade de criá-los ("The Rake's Song"). Ele sequestra Margaret ("The Abduction of Margaret") e a Rainha da Floresta impiedosamente quebra sua promessa convidando Rake a violar Margareth e auxiliando-o a escapar de William dividindo um rio de águas turbulentas ("The Queen's Rebuke/The Crossing"). William chega ao rio mas não consegue atravessá-lo, até que ele oferece sua própria vida em troca de uma passagem segura ("Annan Water").
Rake regozija-se com Margaret, enquanto ela grita para William salvá-la ("Margaret in Captivity"). Porém, antes que Rake pudesse atacar, o fantasma de seus três filhos assassinados aparecem e o impedem ("The Hazards of Love 3 (Revenge!)"). William chega e escapa com Margaret ("The Wanting Comes in Waves (Reprise)"), mas, assim que eles se aproximaram do rio, os amantes juram se afogarem enquanto William ainda é um mortal. Enquanto afundam na água, William e Margaret declaram seu amor pela última vez, refletindo que, na morte, "os perigos do amor" não podem mais incomodá-los.

## Lançamento
Em 15 de janeiro de 2009, "The Rake's Song" ficou disponível como download gratuito na página da banda no MySpace, seguido por "The Hazards of Love 1", em 16 de fevereiro de 2009. The Hazards of Love foi lançado no iTunes Austrália em 14 de março de 2009. Em 20 de março de 2009, a revista Entertainment Weekly começou a fazer o streaming do álbum inteiro em seu serviço imeem. O álbum entrou nas paradas norte-americanas na 14ª posição, vendendo 19.000 cópias em sua primeira semana..
Após o lançamento do álbum, quatro cineastas (Peter Sluszka, Julia Pott, Guilherme Marcondes e Santa Maria) fizeram um acompanhamento visual animado para as músicas, Here Come the Waves: The Hazards of Love Visualized, que não contou com os elementos narrativos, mas se relaciona com a forma da música. Foi exibido publicamente em alguns poucos locais.
Em fevereiro de 2012, o álbum foi encenado no Players' Theatre - em Montreal, Canadá - sob o nome "The Hazards of Love: A Folk Opera", com diálogos escritos para acompanhar a música original. O roteiro foi escrito e dirigido por James Hugh Keenan Campbell e Charles Harries, e estrelado pelos atores Emily Skahan, John Pleasants e Katie Scharf entre outros. Robin Warner, um baixista de jazz de Montreal, dirigiu a banda de seis pessoas.

## Recepção
| Críticas profissionais | Críticas profissionais |
| Pontuações agregadas   | Pontuações agregadas   |
| Fonte                  | Avaliação              |
| ---------------------- | ---------------------- |
| Metacritic             | 73/100                 |
| Avaliações da crítica  |                        |
| Fonte                  | Avaliação              |
| Allmusic               | [ 10 ]                 |
| Blender                |                        |
| Robert Christgau       | (C)                    |
| Consequence of Sound   | [ 12 ]                 |
| Drowned in Sound       | [ 13 ]                 |
| Gigwise.com            | [ 14 ]                 |
| The Observer           | [ 15 ]                 |
| Pitchfork Media        | (5.7/10)               |
| PopMatters             | (8/10)                 |
| Rolling Stone          | [ 18 ]                 |
| The Skinny             | [ 19 ]                 |
| Spin                   | [ 20 ]                 |
| Sputnikmusic           | [ 21 ]                 |

The Hazards of Love atraiu críticas mistas a favoráveis, com a maioria dos analistas elogiando a ambição do álbum e a construção musical, mas criticando sua história e personagens como vagos e pouco desenvolvidos. Will Hermes da revista Rolling Stone deu quatro de cinco estrelas, afirmando que "The Hazards of Love traz gloriosos excessos...The Decemberists aproximam esse tipo de pretensão um pouco ironicamente, mas eles claramente também amam suas influências, Led Zeppelin e Fairport Convention entre eles", enquanto James Christopher Monger do site AllMusic resumiu o álbum como "ambicioso, pretensioso, obtuso, muitas vezes impenetrável, e completamente excelente". Robert Christgau avaliou o álbum com uma nota "C", afirmando que "The Hazards of Love parece estar onde os óbvios pontos negativos de Colin Meloy permanentemente engolem seus sutis pontos positivos". Marc Hogan da Picthfork criticou o enredo do álbum e lamentou a ausência dos "refrões cativantes" e "emoções verossímeis" da banda, mas elogiou suas músicas mais pesadas e a contribuição de Shara Nova.

## Lista de faixas
Todas as faixas escritas e compostas por Colin Meloy, exceto onde especificado. 
| N.º            | Título                                                                              | Duração |  |
| 1.             | "Prelude" (Jenny Conlee)                                                            | 3:04    |  |
| 2.             | "The Hazards of Love 1 (The Prettiest Whistles Won't Wrestles the Thistles Undone)" | 4:19    |  |
| 3.             | "A Bower Scene"                                                                     | 2:09    |  |
| 4.             | "Won't Want for Love (Margaret in the Taiga)"                                       | 4:07    |  |
| 5.             | "The Hazards of Love 2 (Wager All)"                                                 | 4:25    |  |
| 6.             | "The Queen's Approach"                                                              | 0:29    |  |
| 7.             | "Isn't It a Lovely Night?"                                                          | 3:39    |  |
| 8.             | "The Wanting Comes in Waves/Repaid"                                                 | 6:26    |  |
| 9.             | "An Interlude"                                                                      | 1:40    |  |
| 10.            | "The Rake's Song"                                                                   | 3:16    |  |
| 11.            | "The Abduction of Margaret"                                                         | 2:07    |  |
| 12.            | "The Queen's Rebuke/The Crossing"                                                   | 3:56    |  |
| 13.            | "Annan Water"                                                                       | 5:11    |  |
| 14.            | "Margaret in Captivity"                                                             | 3:08    |  |
| 15.            | "The Hazards of Love 3 (Revenge!)"                                                  | 3:22    |  |
| 16.            | "The Wanting Comes in Waves (Reprise)"                                              | 1:31    |  |
| 17.            | "The Hazards of Love 4 (The Drowned)"                                               | 5:57    |  |
| Duração total: | Duração total:                                                                      | 58:37   |  |

## Créditos
De acordo com as notas de encarte de The Hazards of Love

### The Decemberists
- Colin Meloy - vocais (voz de William, The Rake, Primeira Voz, Segunda Voz), violão, guitarra, percussão
- Chris Funk - guitarra, violão tenor, violão barítono, pedal steel, bandolim, banjo, bouzouki, auto-harpa, sanfona, dulcimer, marxophone, piano, sintetizador, percussão
- Jenny Conlee - piano, cravo, órgão Hammond, piano Wurlitzer, sintetizador, acordeão, marxophone
- Nate Query - baixo elétrico, contrabaixo, baixo com arco, sintetizador
- John Moen - bateria, hand drums, percussão, backing vocals

### Músicos adicionais
- Becky Stark - vocais (voz de Margaret), backing vocals
- Shara Nova (creditada como Shara Worden) - vocais (voz da Rainha da Floresta), backing vocals
- Robyn Hitchcock - guitarra ("An Interlude")
- Jim James - backing vocals
- Rebecca Gates - backing vocals
- Keiko Araki - violino
- Greg Ewer - violino
- Adam Hoornstra - viola
- Collin Oldham - violoncelo
- Natalie Briare - vocais (voz de Charlotte)
- Clara Ell - vocais (voz de Dawn)
- Joseph Ell - vocais (voz de Isaiah)

### Produção
- Produzido por Tucker Martine com The Decemberists
- Gravado e mixado por Tucker Martine, auxiliado por Rich Hipp
- Masterizado por Roger Seibel
- Arranjo de cordas por Jenny Conlee e Nate Query
- Design por Carson Ellis, Colin Meloy, e Mario Hugo pela Hugo & Marie
- Ilustrações por Carson Ellis
- Foto da banda por Autumn de Wilde